# Tissa villosa
Tissa villosa là loài thực vật có hoa thuộc họ Cẩm chướng. Loài này được (Pers.) Britton miêu tả khoa học đầu tiên năm 1889.